# Melanagromyza verbesinae
Melanagromyza verbesinae este o specie de muște din genul Melanagromyza, familia Agromyzidae, descrisă de Spencer în anul 1986. Conform Catalogue of Life specia Melanagromyza verbesinae nu are subspecii cunoscute.